# Joan Oriol
Pour les articles homonymes, voir Oriol.
Joan Oriol Gràcia est un footballeur espagnol, né le 5 novembre 1986 à Cambrils. Il évolue au poste d'arrière gauche au Lleida Esportiu.
Son frère jumeau Edu Oriol est également footballeur.

## Biographie
Le 3 août 2014, il rejoint le club anglais de Blackpool .

## Palmarès
Vierge